# Vitgrå vaxskivling
Vitgrå vaxskivling (Hygrophorus korhonenii) är en svampart som tillhör divisionen basidiesvampar, och som beskrevs av Harmaja. Vitgrå vaxskivling ingår i släktet Hygrophorus, och familjen Hygrophoraceae. Arten är reproducerande i Sverige.